# Concorso internazionale di giornalismo fotografico Andrej Stenin
Il concorso internazionale di giornalismo fotografico Andrej Stenin è un concorso annuale per giovani fotoreporter dai 18 ai 33 anni compresi, fondato il 22 dicembre 2014 dal MIA “Rossiya Segodnya” sotto l’egida della Commissione della Federazione Russa per l’UNESCO. Il concorso porta il nome di Andrej Stenin, il fotoreporter inviato speciale dell’agenzia morto mentre svolgeva i suoi doveri professionali nel sud-est dell’Ucraina. 
Scopo del concorso è sostenere i giovani fotografi e attirare l’attenzione dell’opinione pubblica verso i compiti del giornalismo fotografico moderno: si tratta dell’unica piattaforma in Russia che supporti i giovani fotografi e faccia scoprire al mondo i loro nomi. 
Nel 2017 sono stati inviati al concorso, che si tiene per il terzo anno consecutivo, circa 5000 lavori da un numero record di Paesi: 76. La tournée artistica delle opere dei vincitori in giro per il mondo è già diventata parte integrante del concorso. Nel 2015 e nel 2016 la mostra dei vincitori del concorso Stenin è stata vista a Città del Capo, Istanbul, Tel Aviv, Cairo, Berlino, Shanghai, Budapest, Roma e in altre città. Il concorso Stenin non solo svela nuovi nomi della fotografia al pubblico di svariati Paesi, ma ai fotoreporter migliori offre anche l’opportunità di acquisire un nuovo pubblico e ottenerne un riscontro. Le novità del concorso vengono lette e seguite, le mostre sono sempre molto attese. La tournée espositiva del 2017 ha compreso le piazze di Atene, Madrid, Istanbul, Shanghai, Varsavia, Città del Messico, Johannesburg, Città del Capo, Beirut, Budapest. 
La ricezione delle richieste di partecipazione si apre ogni anno il 22 dicembre, data di nascita di Andrej Stenin.

## Criteri e categorie principali
Possono partecipare al concorso i fotogiornalisti di età compresa tra i 18 e i 33 anni. Per ogni categoria viene scelto il 1, 2, 3 posto per la fotografia singola e il 1, 2, 3 posto per la serie fotografica. Inoltre, possono essere premiate alcune opere in particolare con menzioni speciali della giuria. Uno dei componenti della short list ottiene il Grand Prix del concorso: il detentore del Grand Prix viene annunciato durante la cerimonia ufficiale di premiazione dei vincitori e dei classificati. Nel 2018 sono state annunciate le seguenti categorie principali:

### Notizie principali
Il tema principale dei lavori di questa categorie è rappresentato dagli avvenimenti importanti della vita di individui distinti o di Paesi in generale: eventi politici o sociali di rilievo; soggetti di zone di guerra o di combattimento o di luoghi afflitti da calamità naturali; istanti decisivi della vita delle persone.

### Sport
In questa categoria rientrano le opere che ritraggono i momenti della vita sportiva: le azioni vincenti degli atleti e la drammaticità delle sconfitte; gli allenamenti quotidiani; la bellezza delle competizioni sportive.

### Il mio pianeta
Questa categoria è aperta ai lavori che riflettono l’intera gamma multicolore di temi e di immagini da tutti i continenti del globo terrestre. Compito degli autori sarà quello di mostrare il caleidoscopio della vita quotidiana nella sua intramontabile bellezza e armonia che unisce soggetti presi dalla vita di tutti i giorni; il ritmo delle megalopoli e delle cittadine di provincia; immagini della natura; feste religiose ed etnografiche.

### Ritratto. Un eroe del nostro tempo
I parametri di questa categorie consistono in ritratti individuali o di gruppi di persone. Le fotografie possono essere sia documentaristiche sia allestite a tavolino. Per questa categoria è determinante la capacità dell’autore di svelare il mondo interiore dei protagonisti delle sue foto, esprimere il loro carattere e le loro qualità d’animo attraverso la peculiarità dell’insieme dell’aspetto esteriore e della loro fisionomia.

## Giuria
Entrano a far parte della giuria maestri riconosciuti a livello mondiale, famosi per la loro capacità di guardare il mondo in modi diversi.

### Composizione della giuria nel 2015
- Andrej Polikanov, direttore della sezione fotografica del giornale “Russkij reporter”;
- Grigorij Dukor, caporedattore della sezione fotografica dell’agenzia Reuters in Russia e nei Paesi CSI;
- Natal’ja Udarceva, giornalista russa, fotoredattrice, membro dell’Unione russa degli artisti fotografici;
- Vladimir Vjatkin, fotografo russo, membro dell’Ordine internazionale dei fotografi di mass media, sei volte vincitore e tre volte membro della giura internazionale dello World Press Photo;
- Attila Durak, fotografo turco, cofondatore e curatore del festival Fotoİstanbul;
- Timothy Fadek, fotoreporter americano;
- Jason Eskenazi, fotografo americano.

### Composizione della giuria nel 2016
- Ruth Eichhorn, fotoredattrice della rivista GEO (Germania);
- Denis Paquin, vicedirettore della sezione fotografica dell’agenzia Associated Press (USA);
- Zheng Wei, vicedirettore del Dipartimento fotografico dell’agenzia di stampa “Nuova Cina” (Cina);
- Jurij Kozyrev, fotoreporter russo, più volte vincitore dello World Press Photo;
- Irina Čmyreva, critica d’arte russa, ricercatrice superiore presso l’Istituto di teoria e di storia dell’arte dell’Accademia russa di belle arti (RAH) (Russia);
- Ksenija Nikol’skaja, fotografa russa, membro dell’Unione russa degli artisti (Russia);
- Aldo Mendichi, fotografo italiano, organizzatore di corsi formativi e seminari;
- Valerij Mel’nikov, fotoreporter inviato speciale di MIA “Rossiya Segodnya”, più volte vincitore di concorsi fotografici internazionali.

### Composizione della giuria nel 2017
- Andreas Trampe, il direttore della sezione fotografica del giornale “Stern” (Germania);
- Ian Landsberg, il redattore fotografico del gruppo mediatico Independent Media  (Sudafrica);
- Arianna Rinaldo, la direttrice artistica del festival internazionale Cortona On The Move (Italia);
- Natalija Grigor’eva-Litvinskaja, la curatrice principale e fondatrice del Centro di fotografia intitolato ai fratelli Lumière  (Russia);
- Vladimir Pesnija, il fotoreporter di MIA “Rossiya Segodnya” e vincitore del prestigiosissimo concorso mondiale World Press Photo (Russia);
- Chen Qiwei, il presidente del quotidiano cinese Xinmin Evening News e direttore di giornali e mass media digitali dello Shanghai United Media Group (Cina),
- Varvara Gladkaja, la fotoredattrice e docente di fotografia presso la Scuola di Arti Visive (Russia).

### Composizione della giuria nel 2018
- Anna Zekrija, la fondatrice e direttrice dell’agenzia fotografica russa indipendente SALT IMAGES (Russia);
- Mladen Antonov, l’inviato speciale dell’agenzia France-Presse (AFP) a Mosca (Francia);
- Jorge Arciga Avila, il vicedirettore della sezione fotografica dell’agenzia di stampa Notimex (Messico);
- Pavel Kassin, il direttore della sezione fotografica ID “Kommersant” (Russia);
- Ahmet Sel, il fotografo e dirigente della sezione foto- e video-notizie dell’agenzia Anadolu  (Turchia).

### Vincitori
Il Grand Prix dell’edizione 2015 del concorso è stato assegnato a Elena Anosova (Russia) per la serie fotografica “Section” sulle donne in carcere. 
Il Grand Prix dell’edizione 2016 è stato dato a Danilo Garcia Di Meo (Italia) per la serie di foto su una ragazza paralizzata dal titolo “Letizia. Storia di una vita invisibile”. 
Il Grand Prix del 2017 è infine andato ad Alejandro Martínez Vélez (Spagna) per la serie fotografica “Migranti a Belgrado”.

## Curiosità
La vincitrice del Grand Prix 2015 Elena Anosova ha trionfato nel 2017 al più famoso concorso internazionale di fotogiornalistica al mondo, lo World Press Photo.
Il detentore delle medaglie d’oro ai concorsi 2015 – 2017 nella categoria “Sport”, Aleksej Filippov, ha vinto il concorso internazionale di fotografie di news e di sport Istanbul Photo Awards.
Il Grand Prix dell’edizione 2016 è andato al fotografo italiano Danilo Garcia Di Meo per la serie fotografica su Letizia, una ragazza paralizzata. La fotostoria ha avuto un tale successo presso la giuria che l’eroina delle foto ha avuto l’occasione di compiere il primo viaggio internazionale della sua vita in Russia, dove ha potuto raccontare di persona la sua storia e ispirare le moltissime persone che hanno un’esistenza simile alla sua.
Il vincitore del 2016 nella categoria “Sport” Vladimir Astapkovič ha conquistato il primo posto nel concorso fotografico internazionale annuale International Photography Awards (IPA).